# Sardinia (Grecia)
Sardinia (greacă Σαρδίνια) este o așezare în Grecia în prefectura Aetolia-Acarnania.